# 하네 나오키
하네 나오키(일본어: 羽根直樹, 1976년 8월 14일 ~ 일본 미에현)은 일본기원 중부총본부 소속의 바둑 기사이다.

## 경력
- 1976년 일본 미에현 출생
- 1991년 입단 초단(같은 해 2단 승단)
- 1992년 3단 승단
- 1993년 4단 승단
- 1994년 5단 승단
- 1996년 6단 승단
- 1998년 7단 승단
- 2000년 8단 승단
- 2002년 9단 승단
- 2016년 7월 ~ 일본기원 중부총본부 기사회 간사

## 입상
- 1994년 제19기 기성전(棋聖戦) 4단전 우승
- 1996년 제26회 일본 신예토너먼트 대회 우승
- 1999년 제24기 신인왕전 준우승(상대 야마시타 케이고)
- 2000년 제25기 신인왕전 준우승(상대 야마시타 케이고)
- 2001~03년 제27~29기 천원전(天元戰) 우승, 3연패
- 2004년 제28기 기성전(棋聖戦) 우승
- 2005년 제29기 기성전(棋聖戦) 우승, 2연패
- 2006년 제53회 NHK배 TV바둑 선수권대회 우승
- 2008년 제63기 본인방전(本因坊) 우승
- 2009년 제54기 본인방전(本因坊) 우승, 2연패
- 2009년 제28회 NEC배 우승(상대 장쉬)
- 2011년 제36기 작은기성전(碁聖戰) 우승
- 일본 왕관전(王冠戰) 통산 12회 우승(1999, 2002~04, 2007~09, 2011~15)
- 2015년 제57기 왕관전(王冠戰) 준우승(상대 이다 아쓰시)
- 2019년 제44기 작은기성전 우승(상대 쉬자위안, 3-2) 2011년 이후 8년만에 작은기성전 타이틀 획득

## 가족관계
- 아버지: 바둑 기사 하네 야스마사(羽根泰正) 9단
- 딸: 바둑 기사 하네 아야코(羽根彩夏)